# Leucocelis kristenseni
Leucocelis kristenseni är en skalbaggsart som beskrevs av Moser 1911. Leucocelis kristenseni ingår i släktet Leucocelis och familjen Cetoniidae. Inga underarter finns listade i Catalogue of Life.